# 川崎シリーズ
川崎シリーズ（英表記：kawasaki Series or kawasaki Bowl）は、アメリカンフットボールの大会。現在名称は「川崎シリーズ」とし、川崎ボウル、サンフラワーボウル、川崎インビテーション、シルクボウル、川崎クラシックの各大会が4月～5月にかけて富士通スタジアム川崎（元：川崎球場）にて開催される。

## 概要
元々この大会は1992年5月、法政二高、法政大学、専修大学、富士通、NEC、川崎市内に拠点を置くアメリカンフットボール界の競合チームが加盟しての発足し「第1回川崎ボウル」として開催したもの。

## 試合方式
- 川崎ボウル
- サンフラワーボウル
- 川崎インビテーション
- シルクボウル
- 川崎クラシック

## 過去の成績

### 出場チーム毎の戦績
出場回数順、成績の同じものは出場の古い順。チーム名の表記は全て直近の出場時の名称に統一。